# Jule
Jule (kinesiska: 俱乐乡, 俱乐) är en socken i Kina. Den ligger i provinsen Sichuan, i den sydvästra delen av landet, omkring 420 kilometer söder om provinshuvudstaden Chengdu. Antalet invånare är 3 567. Befolkningen består av 1 705 kvinnor och 1 862 män. Barn under 15 år utgör 23,0 %, vuxna 15-64 år 65 %, och äldre över 65 år 11,0 %.
Genomsnittlig årsnederbörd är 1 047 millimeter. Den regnigaste månaden är juli, med i genomsnitt 266 mm nederbörd, och den torraste är januari, med 4 mm nederbörd.